# Зверобой (фильм)
«Зверобо́й» — художественный фильм 1990 года в двух сериях по мотивам одноимённого романа Дж. Ф. Купера.

## Сюжет
Середина XVIII века. Колониальный раздел Северной Америки продолжается. Борьба Англии и Франции за территориальное господство разделила и сделала врагами индейские племена и европейских переселенцев.
Случайно встретившись, два совершенно разных человека Гарри Марч и Натаниэль Бампо, направляются к озеру под названием Мерцающее зеркало. Зверобой должен помочь своему индейскому другу Чингачгуку вырвать из рук враждебного племени его возлюбленную Уа-Та-Уа, а Гарри добивается сердца красавицы Джудит, живущей на озере вместе с сестрой и пожилым отцом Томасом Хаттером. По мере развития сюжета фильма герои оказываются втянутыми в военный конфликт с враждебным племенем индейцев.
Фильм показывает жизнь пионеров Северной Америки и их взаимоотношения с коренными жителями материка с двух сторон: и у индейцев, и у белых — своя правда. Авторы фильма воспевают красоту первозданной природы американского континента, показывают жестокость и бессмысленность войны, прославляют честность, находчивость, дружбу.
Заметно отличаясь эстетически и этически от знакомых советскому зрителю восточногерманских вестернов, с большой долей условности (и идеализации) изображавших индейцев прерий позднейших времён, фильм встретил непонимание со стороны части критиков в советской печати. К недостаткам картины отнесли исполняющих роли индейцев актёров европейской внешности с голубыми и серыми глазами, а также участие Елены Кондулайнен, актрисы эротического жанра  (при том что фильм таких сцен начисто лишен).
Съёмки фильма проходили на расположенных неподалёку друг от друга трёх озёрах: Тоньки и Нельша в Южском районе Ивановской области и Кщара в Вязниковском районе Владимирской области.

## В ролях
| Актёр                | Роль |
| -------------------- | --- |
| Андрей Хворов        | Натаниэль Бампо по прозвищу Зверобой, охотник, друг Гарри Марча и Чингачгука (дублировал Андрей Ростоцкий) |
| Павел Абдалов        | Гарри Марч по прозвищу Непоседа, охотник, друг Зверобоя (дублировал Александр Рахленко)                    |
| Эдуард Мурашов       | Том Хаттер по прозвищу Водяная Крыса, охотник, отец Джудит и Хэтти                                         |
| Елена Кондулайнен    | Джудит Хаттер, старшая дочь Тома Хаттера, старшая сестра Хэтти (дублировала Любовь Германова)              |
| Ольга Машная         | Хэтти Хаттер, младшая дочь Тома Хаттера, младшая сестра Джудит                                             |
| Георгий Пицхелаури   | Чингачгук по прозвищу Большой Змей, могиканин, жених Уа-та-Уа, друг Зверобоя (дублировал Андрей Градов)    |
| Наталья Табакова     | Уа-та-Уа по прозвищу Утренняя Роса, делаварка, невеста Чингачгука                                          |
| Всеволод Хабаров     | Райвенок по прозвищу Расщепленный Дуб, вождь гуронов                                                       |
| Сергей Лодзейский    | Терновый Шип, делавар, перешедший на сторону гуронов (дублировал Рудольф Панков)                           |
| Владимир Епископосян | Пантера, гурон                                                                                             |
| Владимир Пивоваров   | Рысь, гурон, муж Сумахи                                                                                    |
| Галина Кондрашова    | Сумаха, гуронка, жена Рыси                                                                                 |
| Владимир Бадов       | Хитрая ящерица, гурон                                                                                      |
| Александр Гизгизов   | Ходящий Повсюду, вождь делаваров                                                                           |
| Семён Заков          | Уэрли, капитан                                                                                             |
| Борис Миронов        | Райт, лейтенант                                                                                            |
| Игорь Ильин          | Торнтон, офицер                                                                                            |
| Вячеслав Разбегаев   | Рэд, офицер (в титрах А. Разбегаев)                                                                        |
| Николай Карпов       | сержант |
| Евгений Галушко      | полковой врач                                                                                              |
| Варвара Никитина     | гуронка (нет в титрах)                                                                                     |

## Съёмочная группа
- Автор сценария: Александр Жилин
- Режиссёр: Андрей Ростоцкий
- Оператор: Борис Дунаев
- Художник: Геннадий Бабуров
- Композитор: Лора Квинт
- Художник по свету: Николай Вавилов
- Каскадеры: Николай Карпов, Александр Свистунов, Александр Хопин, Варвара Никитина